# Luchthaven Sao Tomé Internationaal
Luchthaven Sao Tomé International Airport, op het eiland Sao Tomé, is het belangrijkste vliegveld van de republiek Sao Tomé en Principe.
Het vliegveld heeft één landingsbaan, die ongeveer 2220 meter lang is, deze ligt op 10 meter boven zeeniveau. De tijdzone is UTC+0, in de zomer is het daar dan twee uur eerder, in de winter is het daar één uur eerder dan in Nederland en België.
In 2011 spreken de Santomese overheid en Sonangol, een Angolees oliebedrijf, af dat Sonangol het verouderde vliegveld gaat renoveren en onderhouden.

## Luchtvaartmaatschappijen en bestemmingen
Volgende luchtvaartmaatschappijen bedienen de Luchthaven São Tomé Internationaal (januari 2012):
- Africa's Connection STP (Douala, Libreville, Malabo, Port Harcourt, Principe)
- Air Nigeria (Douala, Lagos, Libreville)
- CEIBA Intercontinental (Libreville, Malabo)
- Gabon Airlines (Libreville)
- STP Airways uitgevoerd door EuroAtlantic Airways (Lissabon)
- TAAG Angola Airlines (Luanda, Praia)
- TAP Portugal uitgevoerd door White Airways (Lissabon)

### Charter
- Africa's Connection STP (Bata, Brazzaville, Kinshasa-N'djili, Lagos, Pointe-Noire)

### Cargo
- Goliaf Air
- Transafrik